# Guesnes
Guesnes est une commune du Centre-Ouest de la France, située dans le département de la Vienne en région Nouvelle-Aquitaine.

## Géographie

### Climat
Pour des articles plus généraux, voir Climat de la Nouvelle-Aquitaine et Climat de la Vienne.
Historiquement, la commune est exposée à un climat océanique du nord-ouest.  
En 2020, Météo-France publie une typologie des climats de la France métropolitaine dans laquelle la commune est exposée à un climat océanique altéré et est dans une zone de transition entre les régions climatiques « Moyenne vallée de la Loire » et « Poitou-Charentes »0.
Pour la période 1971-2000, la température annuelle moyenne est de 11,8 °C, avec une amplitude thermique annuelle de 14,8 °C. Le cumul annuel moyen de précipitations est de 664 mm, avec 10,6 jours de précipitations en janvier et 6,6 jours en juillet. Pour la période 1991-2020, la température moyenne annuelle observée sur la station météorologique la plus proche, située sur la commune de Martaizé à 7,74 km à vol d'oiseau, est de 0,0 °C et le cumul annuel moyen de précipitations est de 0,0 mm,. Pour l'avenir, les paramètres climatiques de la commune estimés pour 2050 selon différents scénarios d’émission de gaz à effet de serre sont consultables sur un site dédié publié par Météo-France en novembre 2022.

### Communes limitrophes
| Angliers    | La Roche-Rigault | Maulay (en un tripoint) Dercé |
| La Chaussée | Guesnes          | Monts-sur-Guesnes             |
|             | Verrue           |                               |

## Urbanisme

### Typologie
Au 1er janvier 2024, Guesnes est catégorisée commune rurale à habitat dispersé, selon la nouvelle grille communale de densité à sept niveaux définie par l'Insee en 2022.
Elle est située hors unité urbaine. Par ailleurs la commune fait partie de l'aire d'attraction de Loudun, dont elle est une commune de la couronne,. Cette aire, qui regroupe 25 communes, est catégorisée dans les aires de moins de 50 000 habitants,.

### Occupation des sols
L'occupation des sols de la commune, telle qu'elle ressort de la base de données européenne d’occupation biophysique des sols Corine Land Cover (CLC), est marquée par l'importance des forêts et milieux semi-naturels (66,9 % en 2018), en augmentation par rapport à 1990 (64,9 %). La répartition détaillée en 2018 est la suivante : 
forêts (62 %), zones agricoles hétérogènes (19,2 %), prairies (9,3 %), milieux à végétation arbustive et/ou herbacée (4,9 %), terres arables (2,5 %), espaces verts artificialisés, non agricoles (2 %). L'évolution de l’occupation des sols de la commune et de ses infrastructures peut être observée sur les différentes représentations cartographiques du territoire : la carte de Cassini (XVIIIe siècle), la carte d'état-major (1820-1866) et les cartes ou photos aériennes de l'IGN pour la période actuelle (1950 à aujourd'hui).

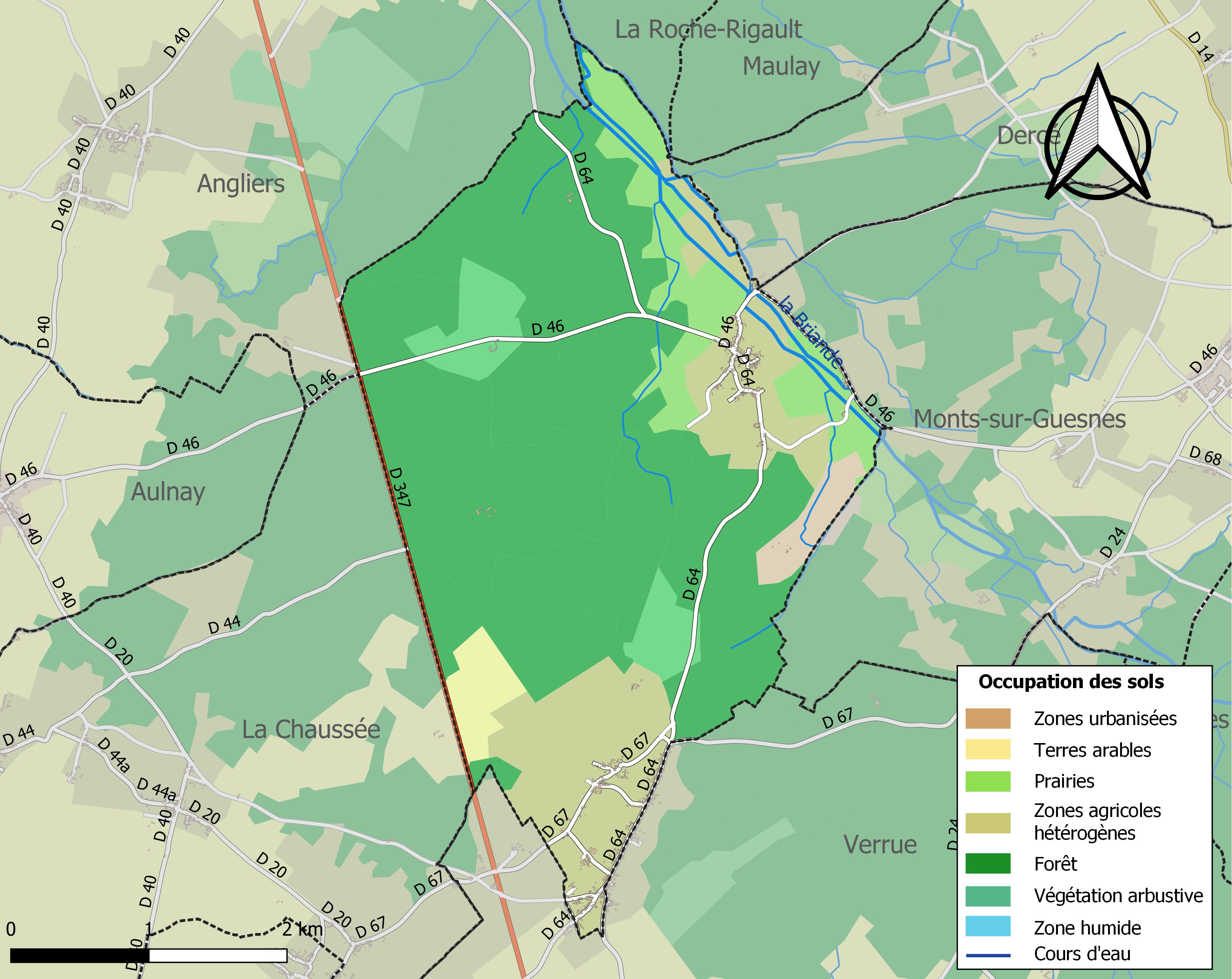
Carte des infrastructures et de l'occupation des sols de la commune en 2018 (CLC).

### Risques majeurs
Le territoire de la commune de Guesnes est vulnérable à différents aléas naturels : météorologiques (tempête, orage, neige, grand froid, canicule ou sécheresse), mouvements de terrains et séisme (sismicité modérée). Il est également exposé à un risque technologique,  le transport de matières dangereuses. Un site publié par le BRGM permet d'évaluer simplement et rapidement les risques d'un bien localisé soit par son adresse soit par le numéro de sa parcelle.

#### Risques naturels

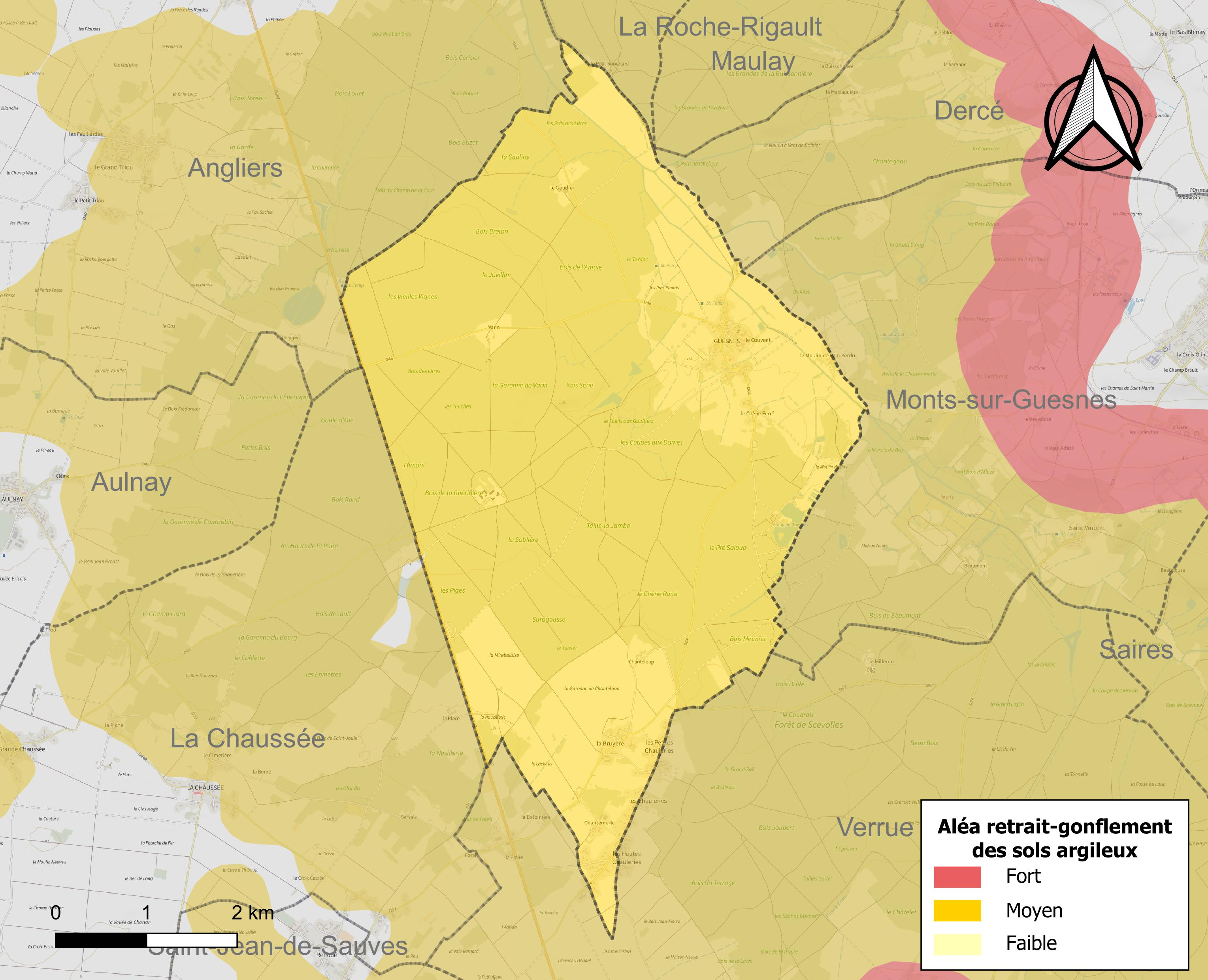
Carte des zones d'aléa retrait-gonflement des sols argileux de Guesnes.

Les mouvements de terrains susceptibles de se produire sur la commune sont des affaissements et effondrements liés aux cavités souterraines (hors mines) et des tassements différentiels. Afin de mieux appréhender le risque d’affaissement de terrain, un inventaire national permet de localiser les éventuelles cavités souterraines sur la commune. Le retrait-gonflement des sols argileux est susceptible d'engendrer des dommages importants aux bâtiments en cas d’alternance de périodes de sécheresse et de pluie. La totalité de la commune est en aléa moyen ou fort (79,5 % au niveau départemental et 48,5 % au niveau national). Depuis le 1er octobre 2020, en application de la loi ÉLAN, différentes contraintes s'imposent aux vendeurs, maîtres d'ouvrages ou constructeurs de biens situés dans une zone classée en aléa moyen ou fort,.
La commune a été reconnue en état de catastrophe naturelle au titre des dommages causés par les inondations et coulées de boue survenues en 1982, 1999, 2010 et 2013, par la sécheresse en 2005 et par des mouvements de terrain en 1999 et 2010.

## Toponymie
Le nom du bourg pourrait dériver du mot « gaine » ou « gué », le territoire étant parcouru par plusieurs cours d'eau. Le nom pourrait provenir, aussi, de l'anthroponymie Waimus.

## Politique et administration

### Liste des maires
| Période        | Période   | Identité            | Étiquette | Qualité |
| -------------- | --------- | ------------------- | --------- | ------- |
| vers 1895      | vers 1905 | Vincent Guillot     |           |         |
|                |           |                     |           |         |
| mars 2001      | août 2012 | Georges Bonnet      |           |         |
| septembre 2012 | en cours  | Françoise Pichereau |           |         |

### Instances judiciaires et administratives
La commune relève du tribunal d'instance de Poitiers, du tribunal de grande instance de Poitiers, de la cour d'appel  Poitiers, du tribunal pour enfants de Poitiers, du conseil de prud'hommes de Poitiers, du tribunal de commerce de Poitiers, du tribunal administratif de Poitiers et de la cour administrative d'appel  de  Bordeaux,  du tribunal des pensions de Poitiers, du tribunal des affaires de la Sécurité sociale de la Vienne, de la cour d’assises de la Vienne.

## Démographie
L'évolution du nombre d'habitants est connue à travers les recensements de la population effectués dans la commune depuis 1793. Pour les communes de moins de 10 000 habitants, une enquête de recensement portant sur toute la population est réalisée tous les cinq ans, les populations de référence des années intermédiaires étant quant à elles estimées par interpolation ou extrapolation. Pour la commune, le premier recensement exhaustif entrant dans le cadre du nouveau dispositif a été réalisé en 2007.

En 2022, la commune comptait 232 habitants, en évolution de +1,75 % par rapport à 2016 (Vienne : +0,6 %, France hors Mayotte : +2,11 %).
| 1793 | 1800 | 1806 | 1821 | 1831 | 1836 | 1841 | 1846 | 1851 |
| ---- | ---- | ---- | ---- | ---- | ---- | ---- | ---- | ---- |
| 525  | 581  | 585  | 597  | 652  | 693  | 709  | 725  | 746  |

| 1856 | 1861 | 1866 | 1872 | 1876 | 1881 | 1886 | 1891 | 1896 |
| ---- | ---- | ---- | ---- | ---- | ---- | ---- | ---- | ---- |
| 736  | 725  | 708  | 672  | 636  | 628  | 655  | 602  | 569  |

| 1901 | 1906 | 1911 | 1921 | 1926 | 1931 | 1936 | 1946 | 1954 |
| ---- | ---- | ---- | ---- | ---- | ---- | ---- | ---- | ---- |
| 577  | 590  | 549  | 501  | 459  | 444  | 432  | 437  | 392  |

| 1962 | 1968 | 1975 | 1982 | 1990 | 1999 | 2006 | 2007 | 2012 |
| ---- | ---- | ---- | ---- | ---- | ---- | ---- | ---- | ---- |
| 356  | 322  | 275  | 259  | 245  | 262  | 237  | 234  | 240  |

| 2017 | 2022 | - | - | - | - | - | - | - |
| ---- | ---- | - | - | - | - | - | - | - |
| 222  | 232  | - | - | - | - | - | - | - |

En 2008,selon l'Insee, la densité de population de la commune était de 18 hab./km2, 61 hab./km2 pour le département, 68 hab./km2 pour la région Poitou-Charentes et 115 hab./km2 en France.

## Économie
Selon la direction régionale de l'Alimentation, de l'Agriculture et de la Forêt de Poitou-Charentes, il n'y a plus que 7 exploitations agricoles en 2010 contre 8 en 2000.
Les surfaces agricoles utilisées ont, paradoxalement, augmenté de 10 % et sont passées de 338 hectares en 2000 à 373 hectares en 2010. 41 % sont destinées à la culture des céréales (blé tendre essentiellement mais aussi de l'orge), 21 % pour les oléagineux (tournesol) et 19 % pour le fourrage. En 2000, 2 hectares (0 en 2010) étaient consacrés à la vigne.
L'élevage de volaille a disparu en 2010 (105 têtes sur sept fermes en 2000).

## Culture locale et patrimoine

### Lieux et monuments

#### Patrimoine civil
- Le château de La Guérinière est classé comme Monument Historique depuis 1990 pour le hall d'entrée et la salle à manger,tandis que la façade, les toitures du corps de logis et des deux corps commun ainsi que le parc y sont inscrits depuis 1988.

#### Patrimoine religieux
Prieurés de l’Ordre de Fontevraud Guesnes
- L'église Saint-Jean de l'Habit des moines fontevristes date du XVIIe siècle. Elle est construite en Tuffeau, la pierre du pays. Le portail daterait de 1671. Les quatre vitraux sont de 1944 du maître-verrier Bordereau.
- Vestiges de l'église priorale Notre-Dame des XIIe et XVe siècles. De l'époque de la fondation d'un couvent de femmes de l'ordre de Fontevrault en 1106-1109, il ne subsiste que le chœur et un couple de gisants. En effet, en 1370, les troupes anglaises du comte de Pembroke occupèrent pendant deux jours Guesdes. Ils exécutèrent les religieuses et détruisirent le couvent. En 1371, le couvent est fortifié. Grâce à des dons, le couvent va connaître une nouvelle naissance. Au XVIIIe siècle, il possède douze fermes et trois moulins. À la Révolution française, les religieuses sont dispersées et le couvent confisqué est vendu comme bien national. Le logis, le chauffoir et l'échauguette datent de la fin du XVe siècle. La belle double rangée d'arcades sur une façade de l'ancien logis des religieuses de style Renaissance date en fait de 1862.

### Articles de Wikipédia
- Liste des communes de la Vienne
- Anciennes communes de la Vienne
- Prieurés de l’Ordre de Fontevraud Guesnes

## Sources